# Zwei Löwen

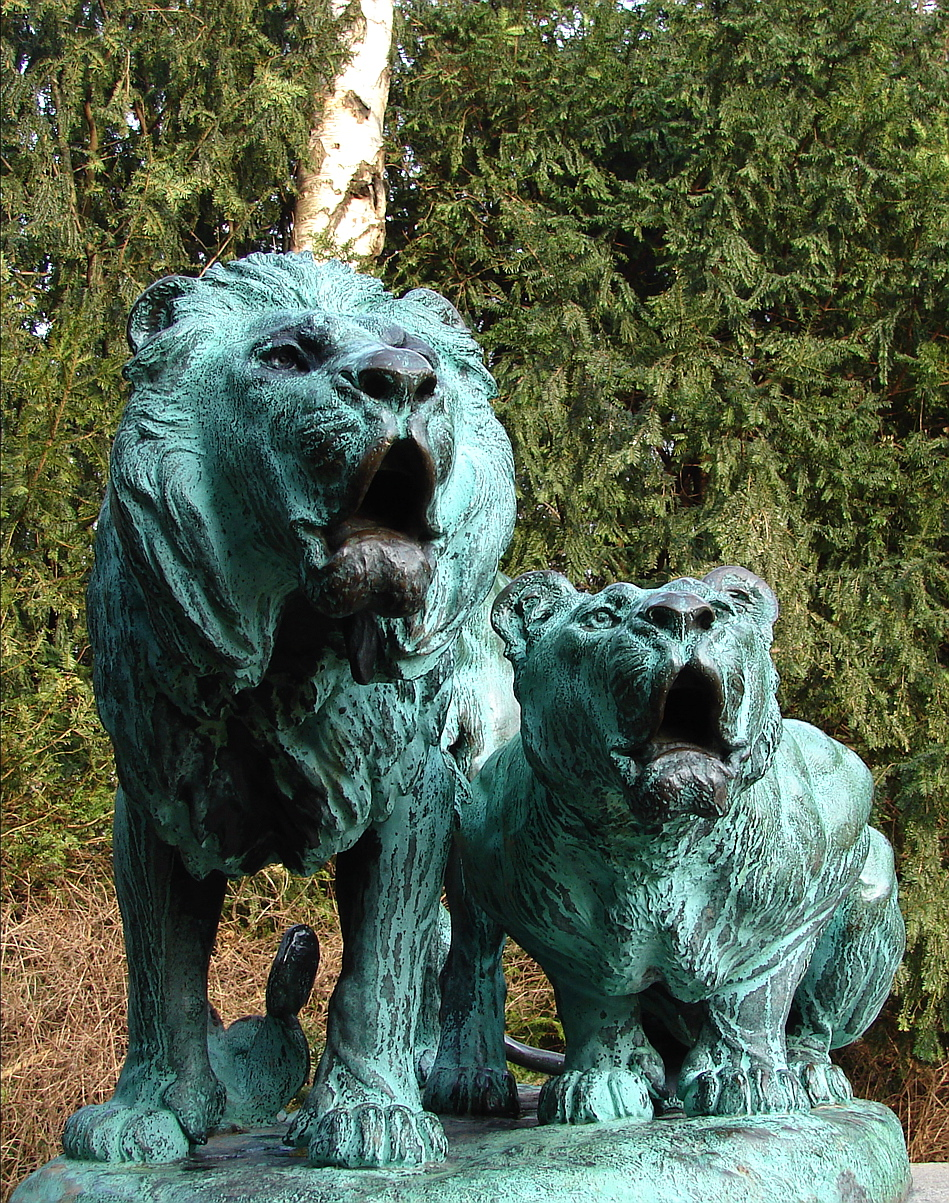
Bronzeskulptur Zwei Löwen

Zwei Löwen (dänisch: To Løver), auch bekannt als Die Verärgerten (dänisch: De Utilfredse), ist eine Bronzeskulptur von zwei Löwen, die im Fælledparken im Stadtteil Østerbro in Kopenhagen aufgestellt ist.

## Geschichte
Der Bildhauer Lauritz Jensen schuf das Werk im Jahr 1905 und wollte es auf der Langelinie oder in Søndermarken aufstellen. Die Bronzeskulptur ist sein einziges Werk, das er für den öffentlichen Raum geschaffen hat. Es wurde von der Victor Freund Stiftung finanziert. Die Skulptur wurde auf dem Platz „Hundetorvet“ aufgestellt. Als der Platz 1913 Teil des Grønttorvet wurde (heute Israels Plads), wurde die Skulptur auf den Poul-Henningsen-Platz versetzt. dies geschah wegen der Befürchtung von Vandalismus durch Jugendliche, die den Platz für Gymnastikübungen nutzen wollten. Später wurde die Skulptur auf den Staunings Plads (heute Gunnar Nu Hansens Plads) in Østerbro versetzt. Aufgrund von Verkehrsumleitungen auf dem Gunnar Nu Hansens Plads wurde die Skulptur 2010 weiter nach unten auf eine Grünfläche auf einer kleinen Anhöhe versetzt. Im Jahr 2012 wurde die Skulptur erneut versetzt, diesmal auf den französischen Platz im Fælledparken gegenüber dem Serridslevvej.

## Beschreibung
Die Statur stellt zwei Löwen dar, einen männlichen und einen weiblichen. Der männliche Löwe steht aufrecht, während sein weibliches Gegenstück am Boden liegt. Die Ausmaße sind 144 cm × 103 cm × 165 cm. Auf der Oberseite des Bronzesockels, zwischen den Hinterbeinen des männlichen Löwen gibt es eine Inschrift: